# Guy Hellers
Guy Hellers (Lussemburgo, 10 ottobre 1964) è un allenatore di calcio, dirigente sportivo ed ex calciatore lussemburghese, di ruolo centrocampista.

## Carriera

### Giocatore

#### Club
Cresciuto nelle file dI US Bascharage e CS Hollerich, nel 1982 si è trasferito in Francia, al Metz. Il 13 luglio 1983 è passato allo Standard Liegi. Vera e propria bandiera del club belga, ha militato nelle file del Liegi per 17 stagioni, totalizzando 481 presenze e 34 reti. Da calciatore del Liegi ha vinto una Coppa del Belgio, una Supercoppa del Belgio e una Coppa Intertoto. Durante l'esperienza belga, inoltre, è arrivato 21° nella classifica del Pallone d'oro 1991. Nel 2018 stato inserito nella Hall of Fame dello Standard Liegi.

#### Nazionale
Ha debuttato in Nazionale il 9 ottobre 1982, in Lussemburgo-Grecia (0-2). Ha messo a segno la sua prima rete con la maglia della selezione lussemburghese il 25 ottobre 1989, in Belgio-Lussemburgo (1-1), siglando il gol del pareggio al minuto 88, dopo il vantaggio belga siglato da Bruno Versavel al minuto 84. È sceso in campo, con la selezione lussemburghese, nelle qualificazioni ai Mondiali 1986, 1990, 1994, 1998 e nelle qualificazioni agli Europei 1984, 1988, 1992, 1996. Ha totalizzato, con la maglia del Lussemburgo, 55 presenze e 2 reti.

### Allenatore e dirigente
Il 20 dicembre 2004, in seguito alle dimissioni di Allan Simonsen, è diventato commissario tecnico della Nazionale lussemburghese. Il 4 agosto 2010 si è dimesso dall'incarico. Nel periodo da commissario tecnico ha guidato la selezione lussemburghese per 47 incontri, totalizzando 3 vittorie, 9 pareggi e 35 sconfitte. Il 29 settembre 2010 è diventato direttore sportivo e direttore della scuola calcio del F91 Dudelange. Il 13 maggio 2015, in seguito all'esonero di Sebastian Grandjean, è diventato tecnico ad interim del F91 Dudelange. Non confermato al termine della stagione, è tornato al suo ruolo di direttore sportivo e della scuola calcio. Il 13 giugno 2016 il club lo ha sollevato dagli incarichi.

## Statistiche

### Presenze e reti nei club
| Stagione              | Squadra               | Campionato            | Campionato | Campionato | Coppe nazionali | Coppe nazionali | Coppe nazionali | Coppe continentali | Coppe continentali | Coppe continentali | Altre coppe | Altre coppe | Altre coppe | Totale | Totale | Totale |
| Stagione              | Squadra               | Comp                  | Pres       | Reti       | Comp            | Pres            | Reti            | Comp               | Pres               | Reti               | Comp        | Pres        | Reti        | Pres   | Reti   |        |
| --------------------- | --------------------- | --------------------- | ---------- | ---------- | --------------- | --------------- | --------------- | ------------------ | ------------------ | ------------------ | ----------- | ----------- | ----------- | ------ | ------ | ------ |
| 1982-1983             | Metz                  | D1                    | 1          | 0          | CF              | 0               | 0               | -                  | -                  | -                  | -           | -           | -           | 1      | 0      |        |
| 1983-1984             | Standard Liegi        | DI                    | 19         | 3          | CB              | 5               | 1               | CC+Int.            | 2+2                | 0+0                | -           | -           | -           | 28     | 4      |        |
| 1984-1985             | Standard Liegi        | DI                    | 21         | 2          | CB              | 1               | 0               | UEFA+Int.          | 4+3                | 0+1                | -           | -           | -           | 29     | 3      |        |
| 1985-1986             | Standard Liegi        | DI                    | 29         | 4          | CB              | 6               | 0               | -                  | -                  | -                  | LB          | 4           | 0           | 39     | 4      |        |
| 1986-1987             | Standard Liegi        | DI                    | 26         | 0          | CB              | 2               | 0               | UEFA+Int.          | 2+2                | 1+0                | -           | -           | -           | 32     | 1      |        |
| 1987-1988             | Standard Liegi        | DI                    | 24         | 2          | CB              | 3               | 1               | -                  | -                  | -                  | -           | -           | -           | 27     | 3      |        |
| 1988-1989             | Standard Liegi        | DI                    | 23         | 0          | CB              | 7               | 0               | -                  | -                  | -                  | -           | -           | -           | 30     | 0      |        |
| 1989-1990             | Standard Liegi        | DI                    | 32         | 3          | CB              | 7               | 1               | -                  | -                  | -                  | -           | -           | -           | 39     | 4      |        |
| 1990-1991             | Standard Liegi        | DI                    | 32         | 4          | CB              | 1               | 0               | -                  | -                  | -                  | -           | -           | -           | 33     | 4      |        |
| 1991-1992             | Standard Liegi        | DI                    | 25         | 1          | CB              | 1               | 0               | -                  | -                  | -                  | -           | -           | -           | 30     | 1      |        |
| 1992-1993             | Standard Liegi        | DI                    | 24         | 0          | CB              | 5               | 0               | UEFA               | 6                  | 0                  | -           | -           | -           | 35     | 0      |        |
| 1993-1994             | Standard Liegi        | DI                    | 20         | 1          | CB              | 2               | 0               | CDC                | 4                  | 0                  | SCB         | 1           | 0           | 27     | 1      |        |
| 1994-1995             | Standard Liegi        | DI                    | 27         | 1          | CB              | 1               | 0               | -                  | -                  | -                  | -           | -           | -           | 28     | 1      |        |
| 1995-1996             | Standard Liegi        | DI                    | 25         | 1          | CB              | 2               | 0               | UEFA               | 2                  | 0                  | -           | -           | -           | 29     | 1      |        |
| 1996-1997             | Standard Liegi        | DI                    | 20         | 2          | CB              | 2               | 0               | Int.               | 7                  | 0                  | -           | -           | -           | 29     | 2      |        |
| 1997-1998             | Standard Liegi        | DI                    | 14         | 4          | CB              | 2               | 0               | -                  | -                  | -                  | LB          | 1           | 0           | 17     | 4      |        |
| 1998-1999             | Standard Liegi        | DI                    | 18         | 1          | CB              | 5               | 0               | -                  | -                  | -                  | LB          | 1           | 0           | 24     | 1      |        |
| 1999-2000             | Standard Liegi        | DI                    | 4          | 0          | CB              | 0               | 0               | -                  | -                  | -                  | -           | -           | -           | 4      | 0      |        |
| Totale Standard Liegi | Totale Standard Liegi | Totale Standard Liegi | 383        | 29         |                 | 52              | 3               |                    | 34                 | 2                  |             | 7           | 0           | 476    | 34     |        |
| Totale carriera       | Totale carriera       | Totale carriera       | 384        | 29         |                 | 52              | 3               |                    | 34                 | 2                  |             | 7           | 0           | 477    | 34     |        |

### Cronologia presenze e reti in nazionale
| Cronologia completa delle presenze e delle reti in nazionale ― Lussemburgo | Cronologia completa delle presenze e delle reti in nazionale ― Lussemburgo | Cronologia completa delle presenze e delle reti in nazionale ― Lussemburgo | Cronologia completa delle presenze e delle reti in nazionale ― Lussemburgo | Cronologia completa delle presenze e delle reti in nazionale ― Lussemburgo | Cronologia completa delle presenze e delle reti in nazionale ― Lussemburgo | Cronologia completa delle presenze e delle reti in nazionale ― Lussemburgo | Cronologia completa delle presenze e delle reti in nazionale ― Lussemburgo |
| Data                                                                       | Città                                                                      | In casa                                                                    | Risultato                                                                  | Ospiti                                                                     | Competizione                                                               | Reti                                                                       | Note                                                                       |
| -------------------------------------------------------------------------- | -------------------------------------------------------------------------- | -------------------------------------------------------------------------- | -------------------------------------------------------------------------- | -------------------------------------------------------------------------- | -------------------------------------------------------------------------- | -------------------------------------------------------------------------- | -------------------------------------------------------------------------- |
| 09-10-1982                                                                 | Lussemburgo                                                                | Lussemburgo                                                                | 0 – 2                                                                      | Grecia                                                                     | Qual. Euro 1984                                                            | -                                                                          |                                                                            |
| 10-11-1982                                                                 | Lussemburgo                                                                | Lussemburgo                                                                | 1 – 2                                                                      | Danimarca                                                                  | Qual. Euro 1984                                                            | -                                                                          |                                                                            |
| 15-12-1982                                                                 | Londra                                                                     | Inghilterra                                                                | 9 – 0                                                                      | Lussemburgo                                                                | Qual. Euro 1984                                                            | -                                                                          |                                                                            |
| 12-10-1983                                                                 | Copenaghen                                                                 | Danimarca                                                                  | 6 – 0                                                                      | Lussemburgo                                                                | Qual. Euro 1984                                                            | -                                                                          |                                                                            |
| 16-11-1983                                                                 | Lussemburgo                                                                | Lussemburgo                                                                | 0 – 4                                                                      | Inghilterra                                                                | Qual. Euro 1984                                                            | -                                                                          |                                                                            |
| 14-12-1983                                                                 | Pireo                                                                      | Grecia                                                                     | 1 – 0                                                                      | Lussemburgo                                                                | Qual. Euro 1984                                                            | -                                                                          |                                                                            |
| 29-2-1984                                                                  | Lussemburgo                                                                | Lussemburgo                                                                | 0 – 1                                                                      | Spagna                                                                     | Amichevole                                                                 | -                                                                          |                                                                            |
| 13-10-1984                                                                 | Lussemburgo                                                                | Lussemburgo                                                                | 0 – 4                                                                      | Francia                                                                    | Qual. Mondiali 1986                                                        | -                                                                          |                                                                            |
| 17-11-1984                                                                 | Lussemburgo                                                                | Lussemburgo                                                                | 0 – 5                                                                      | Germania Est                                                               | Qual. Mondiali 1986                                                        | -                                                                          |                                                                            |
| 5-12-1984                                                                  | Sofia                                                                      | Bulgaria                                                                   | 4 – 0                                                                      | Lussemburgo                                                                | Qual. Mondiali 1986                                                        | -                                                                          |                                                                            |
| 27-3-1985                                                                  | Zenica                                                                     | Jugoslavia                                                                 | 1 – 0                                                                      | Lussemburgo                                                                | Qual. Mondiali 1986                                                        | -                                                                          |                                                                            |
| 24-4-1985                                                                  | Ettelbruck                                                                 | Lussemburgo                                                                | 0 – 0                                                                      | Islanda                                                                    | Amichevole                                                                 | -                                                                          |                                                                            |
| 1-5-1985                                                                   | Lussemburgo                                                                | Lussemburgo                                                                | 0 – 1                                                                      | Jugoslavia                                                                 | Qual. Mondiali 1986                                                        | -                                                                          |                                                                            |
| 18-5-1985                                                                  | Potsdam                                                                    | Germania Est                                                               | 3 – 1                                                                      | Lussemburgo                                                                | Qual. Mondiali 1986                                                        | -                                                                          | 40’                                                                        |
| 25-9-1985                                                                  | Lussemburgo                                                                | Lussemburgo                                                                | 1 – 3                                                                      | Bulgaria                                                                   | Qual. Mondiali 1986                                                        | -                                                                          |                                                                            |
| 30-10-1985                                                                 | Parigi                                                                     | Francia                                                                    | 6 – 0                                                                      | Lussemburgo                                                                | Qual. Mondiali 1986                                                        | -                                                                          |                                                                            |
| 12-11-1986                                                                 | Glasgow                                                                    | Scozia                                                                     | 3 – 0                                                                      | Lussemburgo                                                                | Qual. Euro 1988                                                            | -                                                                          |                                                                            |
| 30-4-1987                                                                  | Lussemburgo                                                                | Lussemburgo                                                                | 1 – 4                                                                      | Bulgaria                                                                   | Qual. Euro 1988                                                            | -                                                                          |                                                                            |
| 20-5-1987                                                                  | Sofia                                                                      | Bulgaria                                                                   | 3 – 0                                                                      | Lussemburgo                                                                | Qual. Euro 1988                                                            | -                                                                          |                                                                            |
| 28-5-1987                                                                  | Lussemburgo                                                                | Lussemburgo                                                                | 0 – 2                                                                      | Irlanda                                                                    | Qual. Euro 1988                                                            | -                                                                          |                                                                            |
| 9-9-1987                                                                   | Dublino                                                                    | Irlanda                                                                    | 2 – 1                                                                      | Lussemburgo                                                                | Qual. Euro 1988                                                            | -                                                                          |                                                                            |
| 11-11-1987                                                                 | Bruxelles                                                                  | Belgio                                                                     | 3 – 0                                                                      | Lussemburgo                                                                | Qual. Euro 1988                                                            | -                                                                          |                                                                            |
| 21-9-1988                                                                  | Lussemburgo                                                                | Lussemburgo                                                                | 1 – 4                                                                      | Svizzera                                                                   | Qual. Mondiali 1990                                                        | -                                                                          |                                                                            |
| 18-10-1988                                                                 | Esch-sur-Alzette                                                           | Lussemburgo                                                                | 0 – 2                                                                      | Cecoslovacchia                                                             | Qual. Mondiali 1990                                                        | -                                                                          | 44’                                                                        |
| 9-5-1989                                                                   | Praga                                                                      | Cecoslovacchia                                                             | 4 – 0                                                                      | Lussemburgo                                                                | Qual. Mondiali 1990                                                        | -                                                                          | 34’                                                                        |
| 11-10-1989                                                                 | Saarbrücken                                                                | Lussemburgo                                                                | 0 – 3                                                                      | Portogallo                                                                 | Qual. Mondiali 1990                                                        | -                                                                          |                                                                            |
| 25-10-1989                                                                 | Bruxelles                                                                  | Belgio                                                                     | 1 – 1                                                                      | Lussemburgo                                                                | Qual. Mondiali 1990                                                        | 1                                                                          | 25’                                                                        |
| 15-11-1989                                                                 | San Gallo                                                                  | Svizzera                                                                   | 2 – 1                                                                      | Lussemburgo                                                                | Qual. Mondiali 1990                                                        | -                                                                          | 46’                                                                        |
| 31-10-1990                                                                 | Lussemburgo                                                                | Lussemburgo                                                                | 2 – 3                                                                      | Germania                                                                   | Qual. Euro 1992                                                            | -                                                                          | 48’                                                                        |
| 14-11-1990                                                                 | Lussemburgo                                                                | Lussemburgo                                                                | 0 – 1                                                                      | Galles                                                                     | Qual. Euro 1992                                                            | -                                                                          |                                                                            |
| 27-2-1991                                                                  | Bruxelles                                                                  | Belgio                                                                     | 3 – 0                                                                      | Lussemburgo                                                                | Qual. Euro 1992                                                            | -                                                                          |                                                                            |
| 11-9-1991                                                                  | Lussemburgo                                                                | Lussemburgo                                                                | 0 – 2                                                                      | Belgio                                                                     | Qual. Euro 1992                                                            | -                                                                          |                                                                            |
| 13-11-1991                                                                 | Cardiff                                                                    | Galles                                                                     | 1 – 0                                                                      | Lussemburgo                                                                | Qual. Euro 1992                                                            | -                                                                          | 50’                                                                        |
| 18-12-1991                                                                 | Leverkusen                                                                 | Germania                                                                   | 4 – 0                                                                      | Lussemburgo                                                                | Qual. Euro 1992                                                            | -                                                                          |                                                                            |
| 9-9-1992                                                                   | Lussemburgo                                                                | Lussemburgo                                                                | 0 – 3                                                                      | Ungheria                                                                   | Qual. Mondiali 1994                                                        | -                                                                          | 77’                                                                        |
| 28-10-1992                                                                 | Mosca                                                                      | Russia                                                                     | 2 – 0                                                                      | Lussemburgo                                                                | Qual. Mondiali 1994                                                        | -                                                                          |                                                                            |
| 17-2-1993                                                                  | Atene                                                                      | Grecia                                                                     | 2 – 0                                                                      | Lussemburgo                                                                | Qual. Mondiali 1994                                                        | -                                                                          |                                                                            |
| 14-4-1993                                                                  | Lussemburgo                                                                | Lussemburgo                                                                | 0 – 4                                                                      | Russia                                                                     | Qual. Mondiali 1994                                                        | -                                                                          |                                                                            |
| 20-5-1993                                                                  | Lussemburgo                                                                | Lussemburgo                                                                | 1 – 1                                                                      | Islanda                                                                    | Qual. Mondiali 1994                                                        | -                                                                          |                                                                            |
| 8-9-1993                                                                   | Reykjavik                                                                  | Islanda                                                                    | 1 – 0                                                                      | Lussemburgo                                                                | Qual. Mondiali 1994                                                        | -                                                                          | 6’                                                                         |
| 27-10-1993                                                                 | Budapest                                                                   | Ungheria                                                                   | 1 – 0                                                                      | Lussemburgo                                                                | Qual. Mondiali 1994                                                        | -                                                                          | 80’                                                                        |
| 12-10-1994                                                                 | Minsk                                                                      | Bielorussia                                                                | 2 – 0                                                                      | Lussemburgo                                                                | Qual. Euro 1996                                                            | -                                                                          |                                                                            |
| 14-12-1994                                                                 | Rotterdam                                                                  | Paesi Bassi                                                                | 5 – 0                                                                      | Lussemburgo                                                                | Qual. Euro 1996                                                            | -                                                                          |                                                                            |
| 22-2-1995                                                                  | Medina                                                                     | Malta                                                                      | 0 – 1                                                                      | Lussemburgo                                                                | Qual. Euro 1996                                                            | -                                                                          | 31’                                                                        |
| 26-4-1995                                                                  | Oslo                                                                       | Norvegia                                                                   | 5 – 0                                                                      | Lussemburgo                                                                | Qual. Euro 1996                                                            | -                                                                          |                                                                            |
| 7-6-1995                                                                   | Lussemburgo                                                                | Lussemburgo                                                                | 1 – 0                                                                      | Rep. Ceca                                                                  | Qual. Euro 1996                                                            | 1                                                                          |                                                                            |
| 6-9-1995                                                                   | Lussemburgo                                                                | Lussemburgo                                                                | 1 – 0                                                                      | Malta                                                                      | Qual. Euro 1996                                                            | -                                                                          |                                                                            |
| 11-10-1995                                                                 | Lussemburgo                                                                | Lussemburgo                                                                | 0 – 0                                                                      | Bielorussia                                                                | Qual. Euro 1996                                                            | -                                                                          |                                                                            |
| 15-11-1995                                                                 | Praga                                                                      | Rep. Ceca                                                                  | 3 – 0                                                                      | Lussemburgo                                                                | Qual. Euro 1996                                                            | -                                                                          | 14’                                                                        |
| 8-10-1996                                                                  | Lussemburgo                                                                | Lussemburgo                                                                | 1 – 0                                                                      | Bulgaria                                                                   | Qual. Mondiali 1998                                                        | -                                                                          |                                                                            |
| 15-12-1996                                                                 | Ramat Gan                                                                  | Israele                                                                    | 1 – 0                                                                      | Lussemburgo                                                                | Qual. Mondiali 1998                                                        | -                                                                          |                                                                            |
| 30-4-1997                                                                  | Mosca                                                                      | Russia                                                                     | 3 – 0                                                                      | Lussemburgo                                                                | Qual. Mondiali 1998                                                        | -                                                                          |                                                                            |
| 8-6-1997                                                                   | Burgas                                                                     | Bulgaria                                                                   | 4 – 0                                                                      | Lussemburgo                                                                | Qual. Mondiali 1998                                                        | -                                                                          | 63’                                                                        |
| 7-9-1997                                                                   | Lussemburgo                                                                | Lussemburgo                                                                | 1 – 3                                                                      | Cipro                                                                      | Qual. Mondiali 1998                                                        | -                                                                          |                                                                            |
| 11-10-1997                                                                 | Lemesos                                                                    | Cipro                                                                      | 2 – 0                                                                      | Lussemburgo                                                                | Qual. Mondiali 1998                                                        | -                                                                          |                                                                            |
| Totale                                                                     |                                                                            | Presenze                                                                   | 55                                                                         |                                                                            | Reti                                                                       | 2                                                                          |                                                                            |

### Statistiche da allenatore

#### Club
| Stagione        | Squadra         | Campionato      | Campionato | Campionato | Campionato | Campionato | Coppe nazionali | Coppe nazionali | Coppe nazionali | Coppe nazionali | Coppe nazionali | Coppe continentali | Coppe continentali | Coppe continentali | Coppe continentali | Coppe continentali | Altre coppe | Altre coppe | Altre coppe | Altre coppe | Altre coppe | Totale | Totale | Totale | Totale | % Vittorie | Piazzamento |
| Stagione        | Squadra         | Comp            | G          | V          | N          | P          | Comp            | G               | V               | N               | P               | Comp               | G                  | V                  | N                  | P                  | Comp        | G           | V           | N           | P           | G      | V      | N      | P      | %          | Piazzamento |
| --------------- | --------------- | --------------- | ---------- | ---------- | ---------- | ---------- | --------------- | --------------- | --------------- | --------------- | --------------- | ------------------ | ------------------ | ------------------ | ------------------ | ------------------ | ----------- | ----------- | ----------- | ----------- | ----------- | ------ | ------ | ------ | ------ | ---------- | ----------- |
| mag.-giu. 2015  | F91 Dudelange   | DN              | 2          | 1          | 0          | 1          | CL              | 2               | 1               | 0               | 1               | -                  | -                  | -                  | -                  | -                  | -           | -           | -           | -           | -           | 4      | 2      | 0      | 2      | 50,00      | Sub., 3º    |
| Totale carriera | Totale carriera | Totale carriera | 2          | 1          | 0          | 1          |                 | 2               | 1               | 0               | 1               |                    | -                  | -                  | -                  | -                  |             | -           | -           | -           | -           | 4      | 2      | 0      | 2      | 50,00      |             |

#### Nazionale
| Squadra     | Naz                    | dal              | al            | Record | Record | Record | Record     | Record | Record | Record | Record |
| G           | V                      | N                | P             | GF     | GS     | DR     | Vittorie % |        |        |        |        |
| ----------- | ---------------------- | ---------------- | ------------- | ------ | ------ | ------ | ---------- | ------ | ------ | ------ | ------ |
| Lussemburgo | Lussemburgo (bandiera) | 20 dicembre 2004 | 4 agosto 2010 | 47     | 3      | 9      | 35         | 15     | 104    | −89    | &6,38  |

## Palmarès

### Giocatore

#### Competizioni nazionali
- Coppa del Belgio: 1

Standard Liegi: 1992-1993
- Supercoppa del Belgio: 1

Standard Liegi: 1983

#### Competizioni internazionali
- Coppa Intertoto: 1

Standard Liegi: 1984